# 1ª Brigata corazzata cecoslovacca
La 1ª Brigata corazzata cecoslovacca (in ceco: Československá samostatná obrněná brigáda; in slovacco: Československá samostatná obrnená brigáda) fu una formazione militare organizzata dal Governo in esilio della Cecoslovacchia con l'assistenza del Regno Unito durante la seconda guerra mondiale.
Costituita nel settembre 1943 a partire da unità preesistenti, la brigata fu inviata in Francia nel 1944 per prendere parte ai combattimenti del fronte occidentale; fino alla fine delle ostilità, fu impegnata nell'assedio di Dunkerque. Terminato il conflitto, la brigata raggiunse la rinata Cecoslovacchia dove entrò a far parte delle locali forze armate.

## Storia

### La creazione

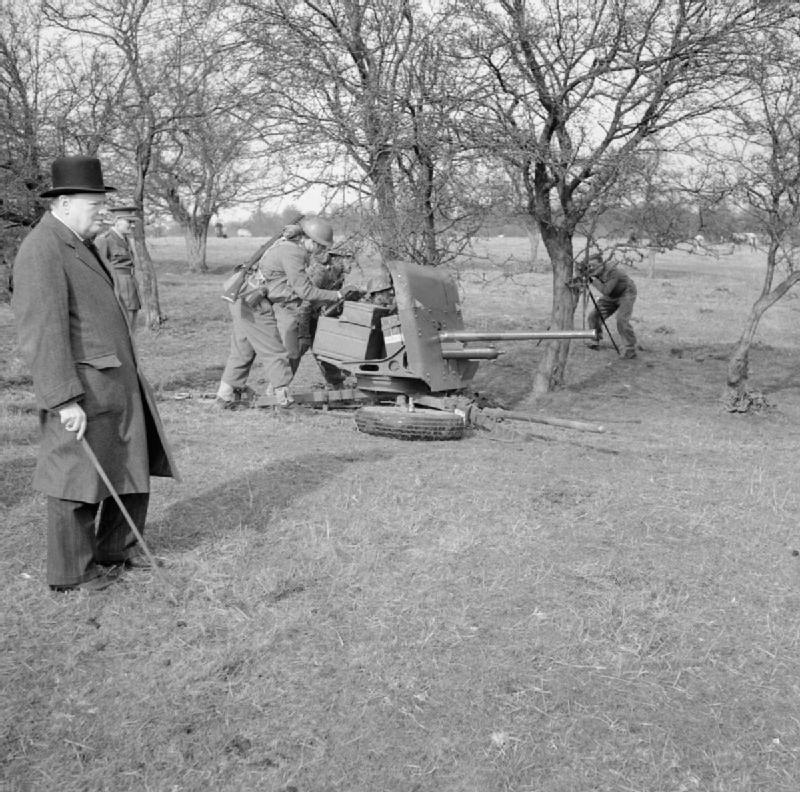
Artiglieri cecoslovacchi si addestrano nel Regno Unito nel 1941 sotto lo sguardo di Winston Churchill (a sinistra)

Con lo scoppio della seconda guerra mondiale nel settembre 1939, esponenti politici cecoslovacchi fuggiti dal paese dopo l'occupazione tedesca nel marzo precedente costituirono a Parigi un governo in esilio, sperando nell'aiuto degli Alleati per riottenere la perduta indipendenza della Cecoslovacchia prebellica; il riconoscimento del governo in esilio cecoslovacco ad opera di Regno Unito e Francia non fu immediato, ma nell'ottobre 1939 i francesi siglarono un accordo di cooperazione per la costituzione di un esercito di volontari reclutati tra gli espatriati cecoslovacchi da impiegare contro i tedeschi. Sotto l'egida dell'Esercito francese fu quindi costituita, nel gennaio 1940, la 1ª Divisione fanteria cecoslovacca, forte di circa 5.000 effettivi equipaggiati alla leggera; la divisione fu impiegata la fronte nel corso della campagna di Francia nel maggio seguente, per poi essere evacuata nel Regno Unito dopo la capitolazione francese alla fine di giugno.
I britannici riorganizzarono i volontari cecoslovacchi nel luglio 1940 in una 1ª Brigata mista cecoslovacca forte di circa 3.300 uomini, suddivisi tra due battaglioni di fanteria, un battaglione di artiglieria e unità di servizi. Un gruppo di espatriati cecoslovacchi, riparato in Palestina via Balcani, fu riorganizzato dal comando britannico del Medio Oriente come 11º Battaglione fanteria cecoslovacco: forte di circa 750 effettivi, il battaglione servì al fronte durante la campagna di Siria nel giugno-luglio 1941 e poi durante l'assedio di Tobruch tra l'agosto 1941 e il marzo 1942; ritirato nelle retrovie, il battaglione fu riconvertito in un'unità antiaerea (200º Reggimento artiglieria antiaerea leggera) e impiegato per la protezione dei porti di Haifa e Beirut.

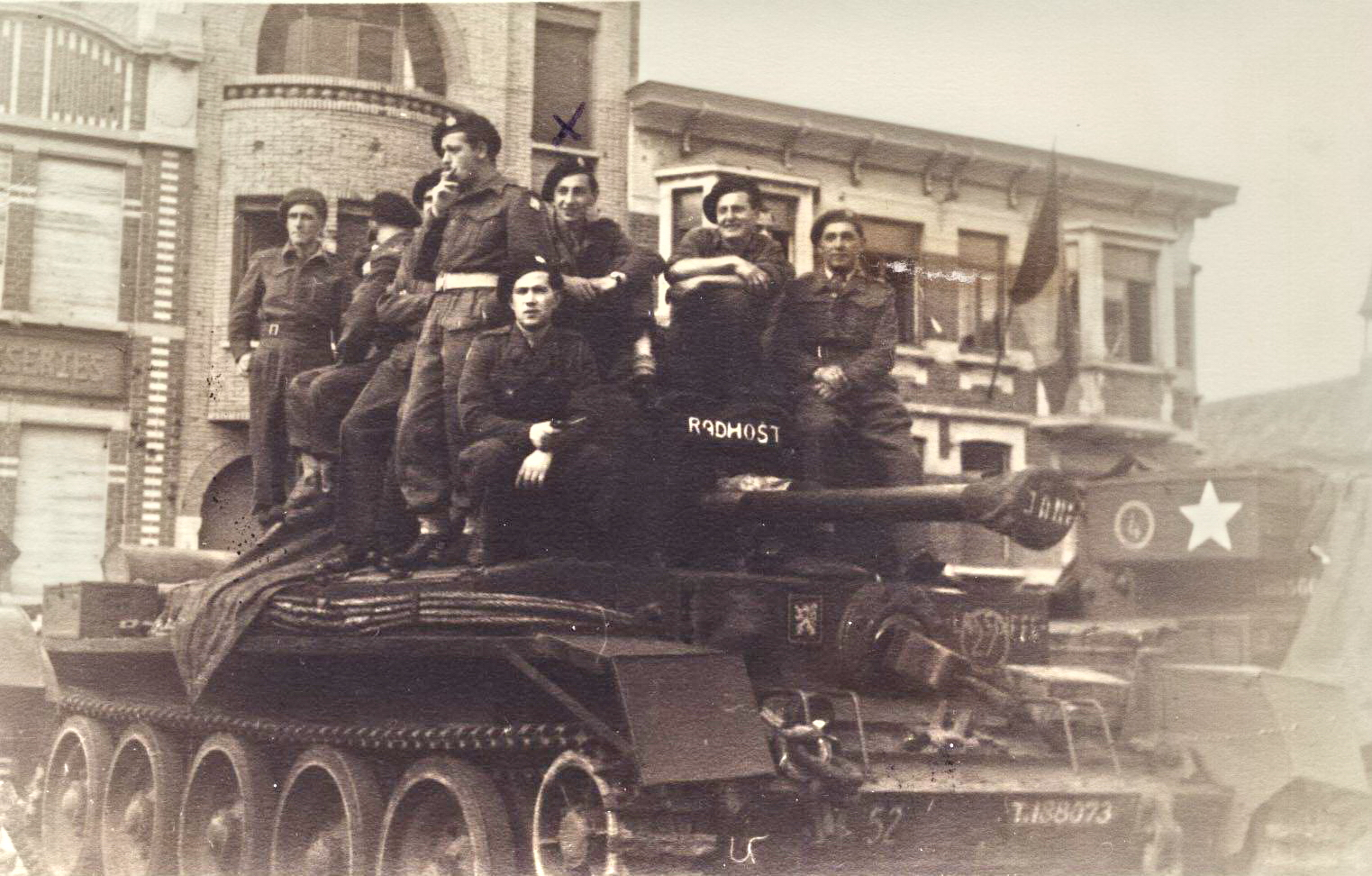
Un carro Mk VIII Cromwell della brigata a Dunkerque poco dopo la fine della guerra

Il reggimento antiaereo cecoslovacco fu portato nel Regno Unito nell'agosto 1943 per essere integrato nella brigata. Nel settembre seguente, quindi, tutte le forze cecoslovacche furono riorganizzate come 1ª Brigata corazzata cecoslovacca: al comando del maggior generale Alois Liška, la brigata aveva in organico circa 4.000 uomini suddivisi tra due battaglioni corazzati, un battaglione di fanteria motorizzato, un reggimento di artiglieria campale, un battaglione di artiglieria controcarri, un battaglione da ricognizione e unità dei servizi. La brigata era equipaggiata interamente con materiali britannici; le unità corazzate portavano carri Mk VIII Cromwell, poi integrati da più prestanti carri Mk VIII Challenger e Sherman Firefly, il reggimento di artiglieria era equipaggiato con i pezzi Ordnance QF 25 lb mentre il battaglione anticarro aveva in dotazione gli efficaci cannoni Ordnance QF 17 lb.

### Impiego al fronte

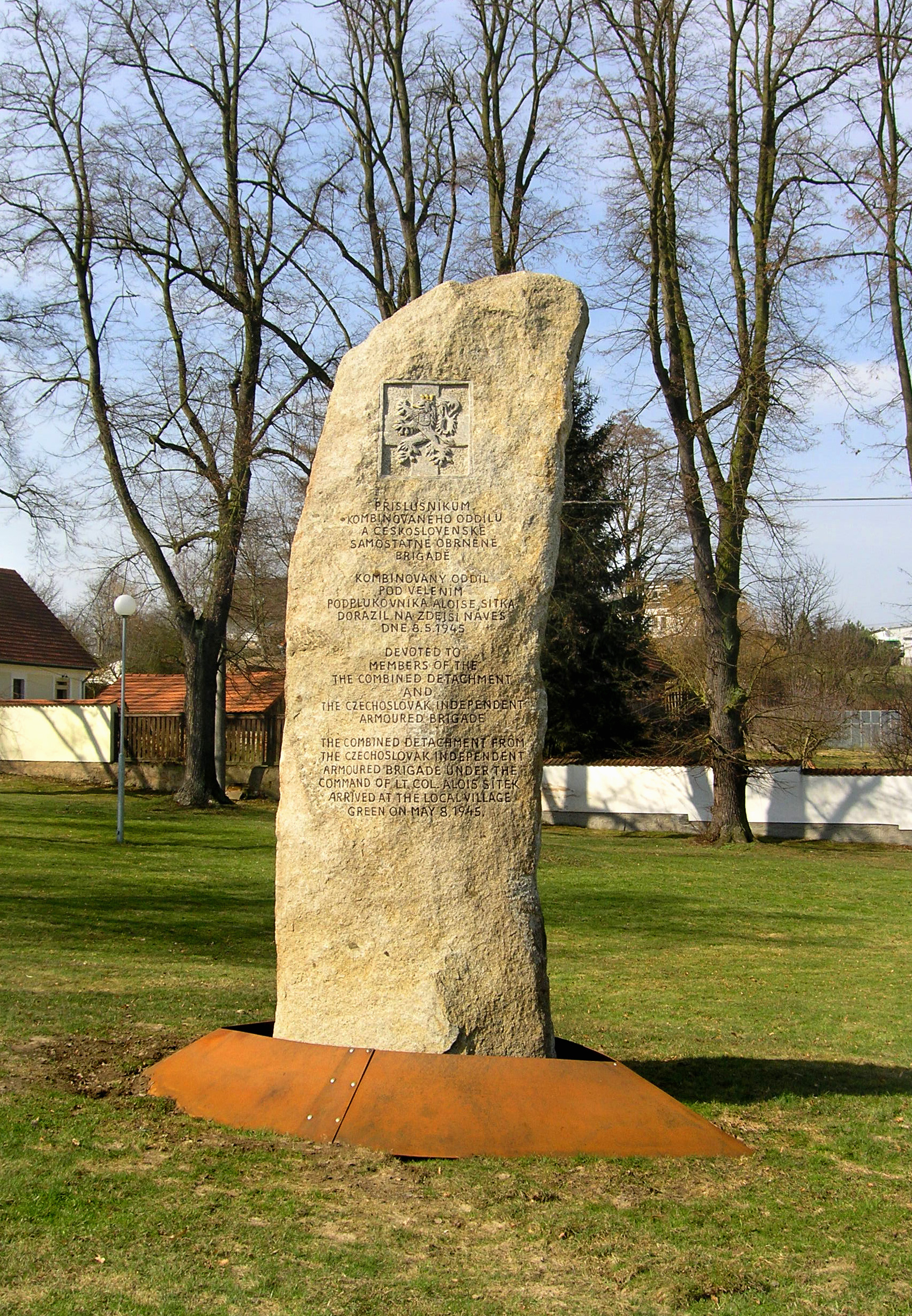
Il memoriale dedicato alla brigata eretto a Kyšice

La brigata cecoslovacca rimase ad addestrarsi nel Regno Unito fino all'agosto 1944, quando fu sbarcata in Normandia per prendere parte alle operazioni del fronte occidentale. Inizialmente assegnata alla First Canadian Army ma poi gerarchicamente subordinata al 21st Army Group del generale Bernard Law Montgomery, il 6 ottobre la brigata fu inviata a Dunkerque per sostituire le unità britanniche impegnate nell'assedio della locale guarnigione tedesca. Alla brigata furono aggregati per la durata dell'assedio due battaglioni di fanteria francesi e un reggimento di artiglieria canadese, mentre più avanti vari volontari cecoslovacchi reclutati in Francia e nei Paesi Bassi andarono a unirsi alla brigata che raggiunse un picco di 5.900 uomini in organico; con i nuovi effettivi fu creato un terzo battaglione corazzato, una compagnia di fanteria motorizzata addizionale e un battaglione di artiglieria.
L'assedio di Dunkerque si trascinò stancamente fino alla conclusione della guerra, senza particolari eventi di rilievo; il 28 ottobre 1944, festa dell'indipendenza in Cecoslovacchia, la brigata sferrò una vittoriosa incursione contro le difese tedesche facendo 300 prigionieri, ma per il resto le truppe del generale Liška si limitarono a contenere la guarnigione nemica. Le truppe tedesche a Dunkerque capitolarono infine l'8 maggio 1945 nelle mani della brigata cecoslovacca; le perdite della brigata nel corso dell'assedio ammontarono a 167 morti, 461 feriti e 40 dispersi.
Una compagnia di 150 uomini fu distaccata dall'organico della brigata e inviata a prendere simbolicamente parte all'entrata della Third United States Army statunitense in Cecoslovacchia, alzando la bandiera della vecchia repubblica il 1º maggio 1945 nella città di Cheb. Dopo la conclusione delle ostilità, nel maggio 1945 la brigata raggiunse Praga dove entrò a far parte delle rinate forze armate della Cecoslovacchia: convertita in un corpo d'armata corazzato secondo la dottrina dell'Armata Rossa, la brigata fu poi suddivisa tra più formazioni distinte. Diversi membri della brigata furono arrestati o si recarono in esilio dopo il colpo di stato comunista del 1948.